# 利克桑莱鲁兰
利克桑莱鲁兰（法語：Lixing-lès-Rouhling，法語發音：[liksɛ̃ lɛ ʁulɛ̃]，意为“鲁兰附近的利克桑”；洛林法兰克语：Lixinge）是法国摩泽尔省的一个市镇，属于萨尔格米讷区。

## 地理
利克桑莱鲁兰（49°9'13"N, 6°59'40"E）面积4.22 平方千米，位于法国大東部大區摩泽尔省，该省份为法国东北部内陆省份，是洛林的一部分，西南接默尔特-摩泽尔省，东临下莱茵省，北与卢森堡和德国接壤。
与利克桑莱鲁兰接壤的市镇（或旧市镇、城区）包括：阿尔斯坦、格罗斯布利代斯特罗夫、凯尔巴克、努斯维莱尔-圣纳博尔、鲁兰。

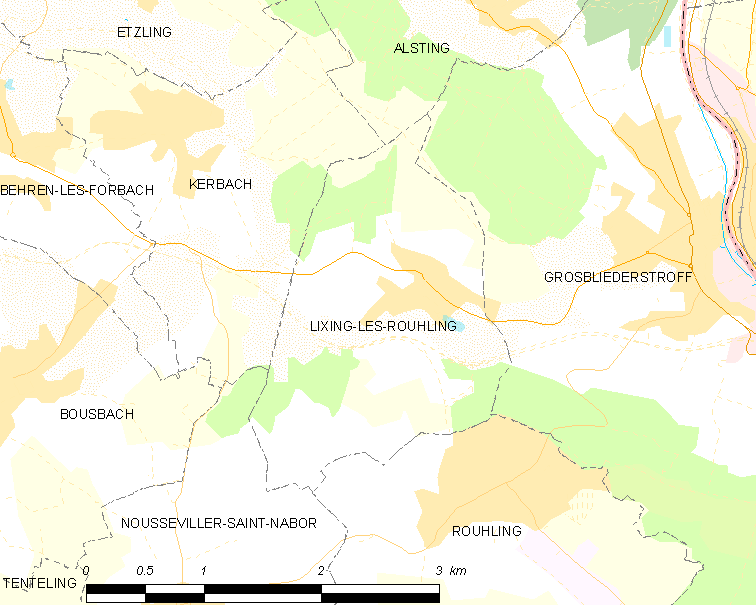
利克桑莱鲁兰的OSM定位图

利克桑莱鲁兰的时区为UTC+01:00、UTC+02:00（夏令时）。

## 行政
利克桑莱鲁兰的邮政编码为57520，INSEE市镇编码为57408。

## 政治
利克桑莱鲁兰所属的省级选区为萨尔格米讷县。

## 人口

1962-2008年间利克桑莱鲁兰人口变化图示

利克桑莱鲁兰于2022年1月1日时的人口数量为810人。